# Офіційне вбрання при дворі в Японській імперії

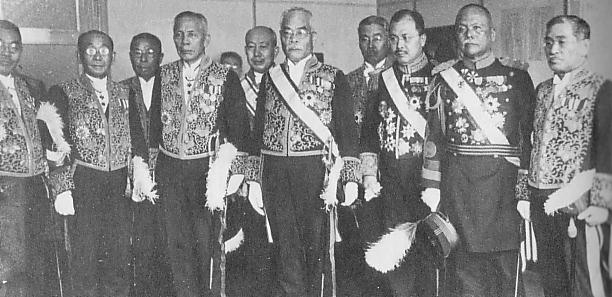
Міністри в придворному вбранні європейського стилю. Прем'єр-міністр Хамаґуті Осаті (в центрі) й майже всі інші члени кабінету вбрані в офіційну форму призначенців імператора (勅任官). Кадзусіґе Уґакі (другий справа) вбраний у воєнну форму, тоді як міністр іноземних справ Сідехара Кідзюро (третій справа) - в одяг барона.

Офіційне вбрання при дворі в Японській імперії (яп. 大礼服, тайрейфуку) — одяг в стилі ампір, який був офіційним вбранням в Японії при дворі імператора від часів періоду Мейдзі до закінчення війни на Тихому океані. Цю уніформу ввели на початку періоду Мейдзі. В процесі прийняття конституції Японської імперії, яка встановила конституційну монархію, це вбрання утвердило свій статус формального одягу найвищого класу в Японській імперії. Були офіційно затверджені окремі стилі для соціальної верстви кадзоку і мирних посадовців.